# Cayos Zapotillos
Los cayos Zapotilloso Sapodillas  o cayos Sapote (en inglés: Sapodilla Cay o Sapodilla Cayes) son unos cayos deshabitados en el golfo de Honduras cerca de la costa de América Central en el mar Caribe.
En Belice se considera que están dentro de sus aguas territoriales ya que los habrían heredado del Reino Unido, pero Guatemala sostiene que el límite marítimo entre Belice e Izabal está al noroeste de los Zapotillos y los habría heredado de España. Honduras también reclama los cayos Sapodilla en su constitución de 1982.

## Historia
España reclamó y ocupó la península de Yucatán y las islas asociadas a esta entre 1527 y 1546. 
La disputa de los Cayos data ya desde 1638, cuando marineros ingleses naufragados comenzaron la ocupación de la parte sureste de la península de Yucatán.
En 1918 en un documento del gobierno de Estados Unidos sobre la situación de Honduras la delegación estadounidense se refiere a los cayos Zapotillos como ''parte del Reino Unido''.
En 1981 Belice obtuvo su independencia del Reino Unido y desde entonces administra el territorio, acción que fue protestada por Guatemala que reclamo la soberanía de gran parte de Belice.
En la constitución de 1982 Honduras incluyó las islas como parte de su territorio.
En 1996 el gobierno de Belice creó la reserva marina de los Cayos Sapodilla, mientras Guatemala y Honduras seguían reclamándolos.
En diciembre de 2020 el Gobierno de Guatemala presentó una demanda para recuperar una parte del territorio que administra Belice y que incluye la posesión sobre los cayos Zapotillos.
En octubre de 2022 el gobierno de Belice solicitó a la corte internacional de Justicia con sede en La Haya se pronunciara sobre a que estado pertenecen las islas.
En enero de 2023 el presidente de la Corte internacional se reunió con representantes de Belice y Honduras para conocer sus puntos de vista sobre el asunto.
En diciembre del mismo año Guatemala solicitó a la corte ser parte del juicio debido a su reclamación en curso y previa ante el mismo tribunal.

## Geografía
Se trata de un archipiélago formado por numerosos islotes o cayos, el principal llamado Zapotillo o Sapodilla posee apenas 5 hectáreas de superficie terrestre. En Total la reserva marina alcanza unos 156,18 km² incluyendo espacios terrestres y marítimos.
Las principales islas, islotes y cayos incluyen a
- Cayo Sapodilla de 5 hectáreas

- Cayo Frank de 3,64 hectáreas
- Cayo Nicolás[10] o Nicholas de 4.05 hectáreas[11]
- Cayo Hunting de 4,86 hectáreas
- Cayo Lima[12] o Lime de 2,85 hectáreas[11]
- Cayo Ragged de 1,21 hectáreas

- Cayo Ragged Occidental

- Cayo Noreste[12] o Seal de 0,81 hectáreas

Existe un proyecto para establecer un complejo turístico privado en las islas 